# Số phận một con người (phim)
Số phận một con người (tiếng Nga: Судьба человека) là một phim chính luận của đạo diễn Sergey Bondarchuk, xuất bản ngày 12 tháng 04 năm 1959 nhân mùa kỉ niệm Chiến thắng Phát xít.

## Lịch sử
Bộ phim chủ yếu dựa trên cuốn truyện vừa xuất bản năm 1956 của tác gia Mikhail Sholokhov, cũng nhận được sự cố vấn đặc biệt của nhà văn. Xuất phẩm này đánh dấu bước đầu thành công của Sergey Bondarchuk khi chuyển từ diễn viên sang công việc đạo diễn, đồng thời báo hiệu một nhà điện ảnh lỗi lạc Liên Xô và thế giới về sau.

## Nội dung
Anh công nhân Sokolov trở nên tứ cố vô thân vì Nội Chiến, những mơ về mái ấm thân thương. Rồi anh cưới cô Irina cũng côi cút, họ cứ thế đầm ấm với các con. Nhưng ngày vui chẳng được bao lâu thì chiến tranh lại đến.
Cuộc Chiến tranh Vệ quốc đẩy Sokolov vào thân phận tù binh khốn cùng, trải bao nhà lao từ Nga sang tới Đức. Hết chiến tranh, anh về nhà và nhận tin sét đánh: Vợ và các con anh đều chết cả. Anh lại tứ cố vô thân với nghề tài xế vận tải. Nhưng rồi Sokolov gặp thằng nhóc Vanya. Niềm hạnh phúc được lo lắng cho nó mỗi ngày đã nhen đốm lửa gia đình trong anh.

## Kĩ thuật
Phim được quay chủ yếu tại kịch trường Mosfilm ở Moskva.

### Sản xuất
- Thiết kế: Ippolit Novoderyozhkin, Sergey Voronkov
- Phục trang: O. Vereysky

### Diễn xuất
- Sergey Bondarchuk... Sokolov
- Pavel Boriskin... Vanya
- Zinaida Kirienko... Irina
- Pavel Volkov... Ivan
- Yury Averin... Muller
- Kirill Alekseyev... Thiếu tá Đức